# Potamia
Potamia (gr. Ποταμιά) – wieś w Republice Cypryjskiej, w dystrykcie Nikozja. W 2011 roku liczyła 505 mieszkańców.